# Farthing

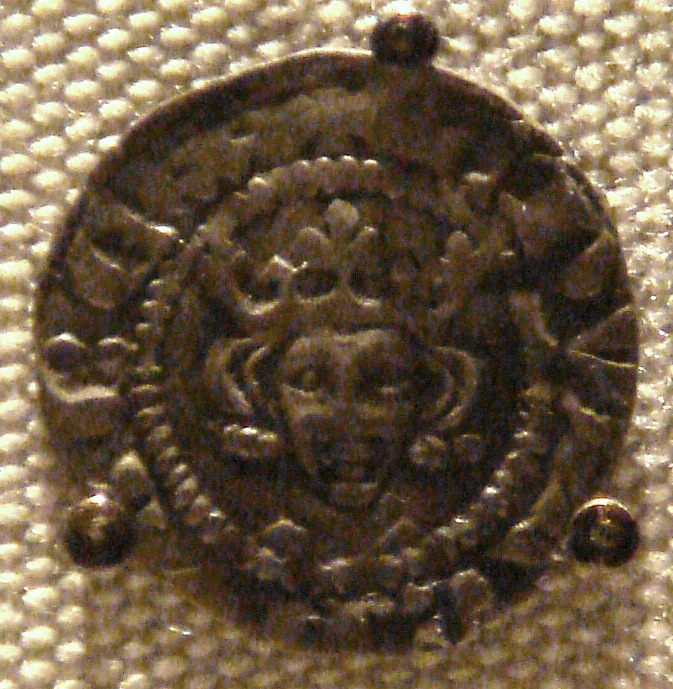
Farthing d'Eduard I

El farthing (que significa en anglès: un quart; derivat de l'anglosaxó: feorthing) fou una moneda britànica, el valor equivalent a la quarta part d'un penic (penny), és a dir, 1/960 de lliura esterlina. Aquestes peces van ser encunyades des del segle xiii fins al 31 de desembre de 1960, que es van desmonetitzar (tretes fora del curs legal).

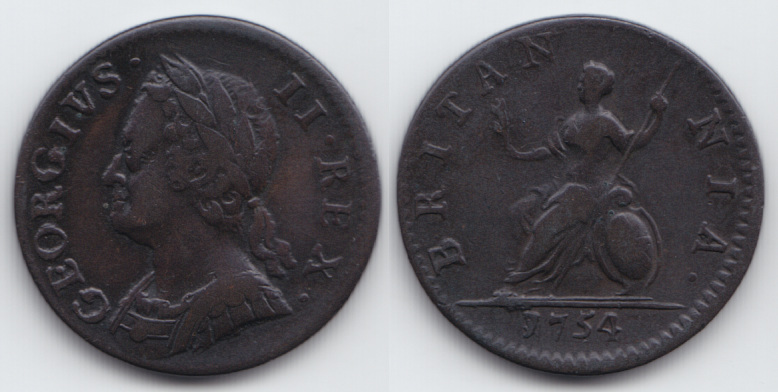
Farthing 1754. Regne Unit, Jordi II.

## El farthing irlandès
El farthing irlandès era la moneda més petita d'Irlanda, amb un valor en aquest cas d'1/960 de lliura irlandesa.